# 2005年度電視節目欣賞指數調查
2005年度電視節目欣賞指數調查，頒獎禮於2006年3月17日頒發。

## 結果

### 最佳電視節目
- 第一位：2005 大事回顧系列（無綫電視）
- 第二位：星期日檔案／星期二檔案（無綫電視）
- 第三位：新聞透視（無綫電視）
- 第四位：天下父母心（香港電台）
- 第五位：回首 2004 －全球風雲（亞洲電視）
- 第六位： 傑出華人系列（香港電台）
- 第七位： 大長今短說（無綫電視）
- 第八位： 還看2005系列（有線電視）
- 第九位： 鏗鏘集（香港電台）
- 第十位： 「飛」常彭定康專訪（有線電視）
- 第十一位：勝在有心人（無綫電視）
- 第十二位：有線新聞（有線電視）
- 第十三位：阿旺新傳（無綫電視）
- 第十四位：小時候（香港電台）
- 第十五位：新聞／財經／天氣報告（無綫電視）
- 第十六位：氣象萬千（香港電台）
- 第十七位：解構人體（有線電視）
- 第十八位：愛之無盡大地（香港電台）
- 第十九位：2005 香港政治大事回顧（香港電台）
- 第二十位：警訊（香港電台）

### 評審團大獎
- 得獎節目 ： 傑出華人系列 - 白雪仙（香港電台）
- 優異獎 ：  三年零八個月 - 堅守十八日（亞洲電視）
- 優異獎 ： 肥媽私房菜（有線電視）
- 優異獎 ： 勝在有心人 - 蘇金妹（無綫電視）

### 全年最高平均欣賞指數大獎
- 香港電台

## 外部連結
- 2005年度電視欣賞指數調查官方網頁（页面存档备份，存于）